# پرواز و فرود عمودی
پرواز و فرود عمودی (انگلیسی: VTVL) یک روش برای برخاستن و فرود راکت‌ها است که تاکنون در بسیاری از فضاپیماها مورد استفاده قرار گرفته است. یکی از نمونه‌های برجسته این فناوری، ماژول ماه‌نشین آپولو بود که نخستین انسان‌ها را به ماه برد. شرکت اسپیس‌ایکس با بهره‌گیری از این فناوری، مرحله اول راکت‌های فالکون ۹ خود را طراحی کرد که تاکنون بیش از ۳۰۰ فرود موفق کنترل‌شده داشته است.
این فناوری ابتدا برای برنامه آپولو توسعه یافت. در دهه ۱۹۹۰، پیشرفت در موتورهای راکتی قابل بازراه‌اندازی باعث شد که این فناوری برای مراحل مختلف راکت‌ها استفاده شود. نمونه اولیه‌ای به نام DC-X توسط شرکت مک‌دانل داگلاس اولین گام‌های جدی در این زمینه بود. پس از موفقیت DC-X، در دهه ۲۰۰۰ فناوری VTVL با راکت‌های کوچک‌تر توسعه بیشتری یافت، که بخشی از آن به دلیل رقابت‌های تشویقی مانند Lunar Lander Challenge بود.
از میانه دهه ۲۰۰۰، VTVL به‌عنوان فناوری اصلی برای ساخت راکت‌های قابل استفاده مجدد و بزرگ که توانایی حمل انسان را داشته باشند، مورد توجه قرار گرفت. شرکت بلو اوریجین در سال‌های ۲۰۰۵ تا ۲۰۰۷ آزمایش‌های موفقی با نمونه‌های نمایشی Charon و Goddard انجام داد. شرکت‌هایی مانند Masten Space Systems و Armadillo Aerospace نیز راکت‌های کوچک VTVL تولید کردند.
در سال ۲۰۱۳، اسپیس‌ایکس پس از شکست در بازیابی مراحل راکت با چتر نجات، برای نخستین بار فرود عمودی موفقیت‌آمیزی با نمونه‌ای از فالکون ۹ انجام داد. سپس در سال ۲۰۱۵، بلو اوریجین و اسپیس‌ایکس هر دو بازیابی موفق راکت‌های خود را پس از بازگشت به محل پرتاب نشان دادند. راکت نیو شپرد بلو اوریجین در ۲۳ نوامبر ۲۰۱۵ نخستین فرود عمودی موفق پس از رسیدن به فضای خارجی را انجام داد. در ۲۲ دسامبر همان سال، فالکون ۹ اسپیس‌ایکس نخستین فرود موفق یک بوستر تجاری مداری را ثبت کرد.
فناوری VTVL در حال حاضر در پروژه‌های بزرگ‌تری مانند راکت کاملاً قابل استفاده استارشیپ اسپیس‌ایکس توسعه می‌یابد. استارشیپ توانست در چهارمین پرتاب آزمایشی خود فناوری فرود عمودی را برای هر دو مرحله راکت به نمایش بگذارد.
شایان ذکر است که راکت‌های VTVL با هواگردهایی مانند هلیکوپترها و جت‌های عمودپرواز که از هوا برای حمایت و پیش‌رانش استفاده می‌کنند (VTOL)، متفاوت هستند. VTVL منحصراً به راکت‌ها مربوط است که از موتورهای راکتی برای برخاستن و فرود استفاده می‌کنند.